# 木凯淖尔镇
木凯淖尔镇，是中华人民共和国内蒙古自治区鄂尔多斯市鄂托克旗下辖的一个乡镇级行政单位。

## 行政区划
木凯淖尔镇下辖以下地区：
聚业社区、巴音淖尔村、水泉子村、小湖村、伊克乌素村、乌兰哈达村、乌素其日嘎村、召稍村、达楞图如村、桃力民村、乌兰吉林村、包勒壕内村、乌兰其日嘎村、木凯淖尔村、旧庙湾村、大克泊尔村、扎德盖村、索扣村和察汗敖包村。